# جون مندلسون (طبيب)
جون مندلسون (31 أغسطس 1936 - 7 يناير 2019) كان رئيساً لمركز إم دي أندرسون للسرطان بجامعة تكساس في هيوستن. كان رائداً معترفاً به دولياً في أبحاث السرطان.
شغل مندلسون منصب رئيس إم دي أندرسون من عام 1996 وحتى عام 2011. عندما أصبح "رونالد ديبينيو" رئيساً ، استقال مندلسون في 1 سبتمبر 2011. ظل مندلسون عضواً في هيئة التدريس كمدير مشارك لمعهد الشيخ خليفة بن زايد آل نهيان للعلاج التخصصي التشخيصي لأمراض السرطان. كما كان زميلاً أولاً في الصحة والتكنولوجيا في معهد بيكر.
كان مندلسون ثالث رئيس متفرغ فقط لإم دي أندرسون. عندما عُّين تحول تركيزه من خبرته في الأبحاث المختبرية والتجارب السريرية إلى قيادة مؤسسة توظف حوالي 18000 شخص وتخدم 100000 مريض سنوياً، بميزانية تزيد عن 3.3 مليار دولار.

## خلفيته
حصل مندلسون على درجة البكالوريوس في العلوم بامتياز مع مرتبة الشرف من كلية هارفارد في عام 1958. كان أول طالب جامعي لجيمس د. واتسون، وفاز لاحقاً بجائزة نوبل في الطب لتحديد بنية الحمض النووي. بعد قضاء عام في اسكتلنداكباحث في برنامج فولبرايت للكيمياء الحيوية، حصل مندلسون على شهادته الطبية بامتياز مع مرتبة الشرف من كلية الطب بجامعة هارفارد في عام 1963.
من عام 1970 إلى عام 1985 في جامعة كاليفورنيا، سان دييغو، كان مندلسون المدير المؤسس لمركز السرطان المعين من المعهد الوطني للسرطان، والذي قاده منذ إنشائه في عام 1976 حتى انتقل إلى مركز ميموريال سلون كيترينج للسرطان. من عام 1985 إلى عام 1996، ترأس مندلسون قسم الطب في المؤسسة وكان رئيساً مشاركاً لبرنامج علم الأدوية الجزيئي والعلاجات. كما شغل منصب أستاذ ونائب رئيس قسم الطب في كلية الطب بجامعة كورنيل.
كان مندلسون عضواً في لجنة التدقيق في شركة إنرون عندما انهارت. توفي في 7 يناير 2019، بسبب ورم أرومي دبقي.

## أبحاثه
عندما انضم مندلسون إلى إم دي أندرسون، كان يتمتع بسمعة دولية لأبحاثه حول كيفية ارتباط عوامل النمو بمستقبلات سطح الخلية بتنظيم وظائف الخلية.
أنتج هو وجوردون إتش ساتو ومساعدوهما في كاليفورنيا الجسم المضاد أحادي النسيلة 225، والذي يمنع تكاثر الخلايا السرطانية البشرية عن طريق منع مسارات الإشارات التي تنشطها مستقبلات عامل نمو البشرة. كان بحثه اللاحق في المختبر والعيادة رائداً لمفهوم العلاج المضاد للمستقبلات المعتمد عالمياً والذي يستهدف مسارات إشارات الخلايا الرئيسية كشكل جديد من أشكال علاج السرطان. تمت الموافقة على الجسم المضاد 225 (المعروف تجارياً باسم سيتوكسيماب أو (بالإنجليزية: Erbitux)‏ ضد مستقبلات عامل نمو البشرة من قبل إدارة الغذاء والدواء الأمريكية لعلاج سرطان القولون في عام 2004 وسرطان الرأس والعنق في عام 2006.

## مرتبة الشرف
عمل مندلسون لمدة 10 سنوات كمحرر مؤسس للمجلة الطبية "كلينكال كانسر ريسيرش"، وكان عضواً في العديد من مجالس التحرير. قام بتأليف أكثر من 250 مقالة ومقالة علمية للمجلات والكتب، وكان محرراً أولاً في الكتاب المدرسي "الأساس الجزيئي للسرطان".
تم تكريمه عدة مرات لمساهماته في أبحاث السرطان بجوائز كبرى، بما في ذلك جائزة "جوزيف بورشينال للأبحاث السريرية المقدمة من الجمعية الأمريكية لأبحاث السرطان عام 1999، وجائزة ديفيد كارنوفسكي التذكارية من الجمعية الأمريكية لعلم الأورام السريرية عام 2002، ووسام فولبرايت للإنجاز مدى الحياة عام 2005، وجائزة دان ديفيد في علاج السرطان عام 2006، وجائزة دوروثي لاندون للبحوث التحويلية وجائزة جيفري بيني لبناة العلوم الأمريكية عام 2013. انتخب لعضوية معهد الطب التابع للأكاديمية الوطنية للعلوم وكزميل في الأكاديمية الأمريكية للفنون والعلوم. حصل على جائزة صناديق الأمل لأبحاث السرطان للتميز عام 2015. في عام 2017، حصل على جائزة ريل سن وفي عام 2018 على جائزة تانغ.
كان عضواً أجنبياً في الأكاديمية الملكية الهولندية للفنون والعلوم بداية من عام 2000.

## عائلته
تزوج مندلسون من "آن تشارلز" وأنجب منها ثلاثة أطفال. كان لمندلسون أيضاً ثمانية أحفاد.

## روابط خارجية
- مركز إم دي أندرسون للسرطان بجامعة تكساس
- مندلسون يخرج على القمة ، هيوستن كرونيكل
- Mendelsohn من إم دي أندرسون ليس بالأمر السهل ، هيوستن كرونيكل

قالب:Tang Prize winners